# Академија чаролија
Академија чаролија (енгл. Wits Academy) америчка је теленовела за тинејџере канала Никелодион, која је премијерно емитована од 5. до 30. октобра 2015. Серија је спин оф серије Тинејџ вјештица, објављена је 25. фебруара 2015, креирана од стране Катарине Лебедер, продуцирана од стране Виакома и Цинемата; извршни продуценти су Татјана Родригез и Хозе Висенте Черен. Данијела Нијевес, Џулија Антонели и Тод Ален Даркин су у главним улогама као Енди, Џеси и Агамемнон. На дан 17. децембра 2015, Тод Ален Дуркин је објавио да напушта серију, док је 24. марта Данијела Ниевес објавила да је серија прекинута и да неће бити друге сезоне.
У Србији, Црној Гори, Републици Српској и Северној Македонији серија је премијерно приказана 30. октобра 2017. године на каналу Никелодион, синхронизована на српски језик. Синхронизацију је радио студио Голд диги нет. Уводна шпица је такође синхронизована. Српска синхронизација нема ДВД издања.

## Епизоде
| Сезона | Сезона | Епизоде | Премијерно приказивање (САД) | Премијерно приказивање (САД) | Премијерно приказивање (Србија) | Премијерно приказивање (Србија) |
| Сезона | Сезона | Епизоде | Прва епизода                 | Последња епизода             | Прва епизода                    | Последња епизода                |
| ------ | ------ | ------- | ---------------------------- | ---------------------------- | ------------------------------- | ------------------------------- |
|        | 1      | 20      | 5. октобар 2015.             | 30. октобар 2015.            | 30. октобар 2017.               | 24. новембар 2017.              |

## Радња
Енди (Емина најбоља пријатељица) одлази у академију чаролија, најбољу академију за вјештице и чаробњаке, гдје тренира да постане заштитница. Као најбоља пријатељица и незванична заштитница оне изабране, Енди мора да тренира јако да докаже да може да се избори са притиском и очекивањима, као прво и једино људско биће на академији. Првог дана на академији добила је двоје штићеника: Џеси Новоу (Џексову сестру), са којом се раније није добро слагала и Бена, младог чаробњака. Агамемнон, који је постао директор академије, саопштио им је правило по коме ће најслабији заштитник са своје двоје штићеника, бити избачен након првог задатка. Док су тренирали за задатак, друга заштитница — Руби, закључала их је. Да би им помогла да се извуку, Ким са својим штићеницима није тренирала и избачена је, због чега су кривили Енди.
На академији упознаје и друге заштитнике, Лука, Лилиног рођака, у кога се заљубљује и постају пар; Руби, која постаје њен ривал и Ким, која постаје њена најбоља пријатељица на академији.

## Улоге
| Улога           | Глумац/ица        | Српски глас          |
| --------------- | ----------------- | -------------------- |
| Енди Круз       | Данијела Нијевес  | Сања Поповић         |
| Џеси Новоа      | Џулија Антонели   | Ивана Тењовић        |
| Бен Давис       | Џелиен Бејтс      | Иван Павличић        |
| Руби Вебер      | Кенеди Леа Сколум | Маријана Живановић   |
| Емили Прескот   | Мег Кросби        | Анастасија Видаковић |
| Итан Прескот    | Тимоти Коломбос   | Никола Тодоровић     |
| Лук Арчер       | Рајан Каргил      | Предраг Дамњановић   |
| Грејси Волкер   | Лидија Џевет      | Тиња Дамњановић      |
| Сијан Де Сото   | Ендру Ортега      | Никола Тодоровић     |
| Камерон Мастерс | Тајлер Перез      | Марко Марковић       |
| Ким Сандерс     | Џези Вилијамс     | Снежана Нешковић     |
| Агамнемнон      | Тод Ален Даркин   | Томаш Сарић          |
| Харис           | Петер Дејџер      | Данко Ђорђевић       |
| Сијена          | Ерин Витејкер     | Мина Ненадовић       |
| Амелија Фојлер  | Андреа Кени       | Валентина Павличић   |
| Леополд Арчер   | Мајкл Пјер        | Бранислав Јевтић     |
| Ема Алонзо      | Пола Андино       | Наташа Поповић       |